# Gisela Oeri
Gisela „Gigi“ Oeri (geborene Trefzer; * 8. November 1955 in Schopfheim, Baden-Württemberg) ist eine deutsch-schweizerische Milliardärsgattin und Mäzenin.
Die gelernte Physiotherapeutin ist verheiratet mit Andreas Oeri, Sohn von Jakob Oeri-Hoffmann und Miterbe des Basler Pharmakonzerns Hoffmann-La Roche. Gemäß dem Wirtschaftsmagazin Bilanz gehören die Familien Hoffmann und Oeri zu den reichsten Schweizer Familien.
Im Oktober 1999 stieg Oeri als Mäzenin und Mitglied des Verwaltungsrates beim FC Basel ein und half dank finanzieller Unterstützung dem Club zurück auf die Erfolgsspur. Von Mai 2006 bis Januar 2012 war sie Präsidentin des FC Basel und damit die erste Frau an der Spitze eines Schweizer Fußballklubs. 2009 zog sie sich aus dem operativen Geschäft zurück und kümmerte sich vermehrt um die Nachwuchsarbeit. Sie ist Stiftungspräsidentin des im Entstehen befindenden FCB-Campus für den Nachwuchs. Der Nachwuchs-Campus Basel wurde 2010 von Oeri ins Leben gerufen, um den Nachwuchsfussball in Basel langfristig zu fördern. Sie wurde 2012 zur ersten Ehrenpräsidentin des FC Basel gewählt.
Des Weiteren leitet Oeri das von ihr aufgebaute Spielzeug Welten Museum.
Angeblich hat sie 2006 mit zehn Millionen Schweizer Franken die Produktion des Filmes Das Parfum – Die Geschichte eines Mörders durch Bernd Eichinger nach dem Roman Das Parfum von Patrick Süskind unterstützt. Auch den Film Cloud Atlas der Wachowskis, in dessen Abspann sie als Associate Producer aufgeführt wird, soll sie als Mäzenin unterstützt haben.